# Saint-Clément, Meurthe-et-Moselle
Saint-Clément là một xã của tỉnh Meurthe-et-Moselle, thuộc vùng Grand Est, đông bắc nước Pháp.